# Borjana Kalejn
Borjana Nikolaeva Kalejn (in bulgaro Боряна Николаева Калейн?; Sofia, 23 agosto 2000) è una ginnasta bulgara.

## Biografia
Kalejn ha iniziato a praticare la ginnastica ritmica nel 2006, e due anni dopo ha fatto il suo debutto internazionale nelle competizioni juniores. Fa le sue prime importanti apparizioni partecipando alle tappe della Coppa del Mondo 2017 svolte a Tashkent, dove finì quarta nella gara all-around, e a Baku.
Agli Europei di Budapest 2017 Borjana Kalejn conquista le sue prime importanti medaglie vincendo il bronzo nella palla juniores con un punteggio di 15.950 dietro la russa Irina Annenkova e la bielorussa Mariya Trubach.
Nel 2018 conquista la sua prima medaglia a livello seniores nella tappa di Coppa del Mondo 2018 a Sofia nel cerchio. Poi prende parte ai Mondiali di Sofia contribuendo, insieme alle compagne Katrin Taseva e Nevjana Vladinova, al secondo posto ottenuto dalla Bulgaria nella gara a squadre; raggiunge inoltre le finali del cerchio e del nastro.
Agli Europei di Baku 2019, con Taseva, Vladinova, e la squadra juniores bulgara, vince la medaglia di bronzo nel concorso a squadre. Raggiunge inoltre tre finali d'attrezzo ottenendo due terzi posti con la palla e con il nastro, mentre giunge solamente settima con il cerchio.

## Palmarès
- Campionati mondiali di ginnastica ritmica

Sofia 2018: argento nella gara a squadre.
- Campionati europei di ginnastica ritmica

Baku 2019: bronzo nella gara a squadre, nella palla e nel nastro.
- Europei juniores

Baku 2014: bronzo nella palla.